# PZL P.11
De PZL P.11 was een uit Polen afkomstig gevechtsvliegtuig ontwikkeld en gebouwd door de Państwowe Zakłady Lotnicze. Het toestel diende als belangrijkste Poolse jager tijdens de Poolse Veldtocht.
De basis van het toestel werd in 1929 ontworpen door Zygmunt Puławski. Hedendaags is er nog één toestel te vinden. Deze staat in het Pools Luchtvaartmuseum in Krakau. Op 1 september 1939 waren er acht eskadrons (148 vliegtuigen) operationeel met de PZL P.11c.